# K2-18b
K2-18b, znana również jako EPIC 201912552 b – egzoplaneta, superziemia krążąca wokół czerwonego karła w systemie planetarnym K2-18, znajdującym się około 124 lata świetlne od Ziemi. Planetę, odkrytą przez Obserwatorium Kosmiczne Keplera, zidentyfikowano później jako mającą masę około ośmiokrotnie większą od masy Ziemi, okrążająca swą macierzystą gwiazdę w jej ekosferze po orbicie o okresie 33 ziemskich dni.
W 2019 r. dwa niezależne opracowania oparte na danych z Kosmicznego Teleskopu Hubble’a, zakończyły się konkluzją, że w atmosferze planety znajdują się znaczne ilości pary wodnej, co jest pierwszym takim odkryciem dla planety w ekosferze gwiazdy, gdzie woda może pozostawać ciekła i potencjalnie mogłoby powstać życie.

## Odkrycie
Planeta K2-18b została odkryta dzięki obserwacjom Kosmicznego Teleskopu Keplera podczas rozpoczętej w listopadzie 2013 rozszerzonej misji tego teleskopu, oznaczonej skrótem K2 i określanej nazwą Second Light („Drugie światło”). Odkrycia K2‑18b dokonano w 2015 r. w ramach obserwacji gwiazdy K2‑18, czerwonego karła o typie widmowym M2,8 odległego około 38 parseków (124 lata świetlne) od Ziemi i ogłoszono je w 2016 roku wraz z odkryciem ponad 1200 innych planet zidentyfikowanych przez ten teleskop. Stosunkowo niska jasność gwiazdy K2‑18 ułatwi obserwowanie atmosfery K2‑18b w przyszłych obserwacjach.

## Charakterystyka fizyczna
K2-18b ma okres orbitalny 32,9396 ziemskich dni, co pozwala przyjąć hipotezę o tym, że jej okres obrotu wokół własnej osi jest synchroniczny z okresem orbitalnym za bardzo prawdopodobną. Półoś wielka jej orbity wynosi 0,1591 ± 0,0004 au.
Temperaturę równowagową oszacowano na około 265 ± 5 K (tj. -8 ± 5°C). Szacuje się, na podstawie analizy przeprowadzonej przez spektrograf HARPS i program poszukiwań egzoplanet w bliskiej podczerwieni CARMENES w obserwatorium Calar Alto, że K2‑18b ma promień 2,71 ± 0,07 R🜨 i masę 8,63 ± 1,35 M🜨. Porównanie wielkości, orbity i innych cech K2‑18b z innymi wykrytymi egzoplanetami sugeruje, że planeta może utrzymywać atmosferę zawierającą inne substancje chemiczne oprócz wodoru i helu. Planeta ma średnią gęstość 2,4 ± 0,4 kg/m³ (wg danych podanych przez Cloutiera, opublikowanych w 2019 r.) i może utrzymywać na powierzchni ciekłą wodę.
Pomimo że temperatura na powierzchni planety wydaje się być zbliżona do panującej na Ziemi, to jednak zarówno masa osiem razy większa od masy Ziemi, jak również prawdopodobnie silne promieniowanie ultrafioletowe, które może docierać do powierzchni, a także spora odległość od Ziemi powodują, iż naukowcom nie wydaje się możliwe dotarcie i przebywanie tam człowieka i wg astronoma UCL Angelosa Tsiarasa jest to wciąż „science fiction”.
Badania systemu K2-18 przez HARPS i CARMENES wskazały również prawdopodobną drugą egzoplanetę K2‑18c o szacunkowej masie 5,62 ± 0,84 M🜨 z ciaśniejszą orbitą o dziewięciodniowym okresie orbitalnym.
Do uzyskania dalszych szczegółów na temat K2-18b od początkowych obserwacji planety został wykorzystany Kosmiczny Teleskop Hubble’a; wyniki uzyskane z jego pomocą potwierdziły obserwacje napływające z obserwatorium Keplera. Dwie osobne analizy w 2019 r., prowadzone osobno przez Uniwersytet Montrealski i przez University College London, wykorzystujące spektrogramy światła przechodzącego w pobliżu planety, potwierdziły, że K2‑18b ma atmosferę helowo-wodorową o wysokim stężeniu pary wodnej (między 20% i 50%), zdolną do tworzenia chmur. Badanie University College London zostało opublikowane 11 września 2019 r. w czasopiśmie Nature Astronomy; badanie Uniwersytetu Montrealskiego, które nie zostało jeszcze ocenione, zostało opublikowane dzień wcześniej jako preprint na serwerze ArXiv.
Analiza z University College London wykazała, że ich dane mieszczą się w zakresie 3,6 odchyleń standardowych, co daje im 99,97% pewności w swoich wnioskach.
Odkrycie w 2019 roku pary wodnej na K2-18b uczyniło tę planetę przedmiotem obserwacji Kosmicznego Teleskopu Jamesa Webba z NASA oraz programu ARIEL z ESA, które mają bezpośrednio obserwować gazy atmosferyczne na egzoplanetach. Później w atmosferze K2-18b zaobserwowano metan oraz dwutlenek węgla. W 2025 roku zespół naukowców z Uniwersytetu Cambridge badając atmosferę planety (podczas jej tranzytu przez tarczę gwiazdy macierzystej) przy pomocy instrumentu pomiarowego MIRI (zainstalowanego na Kosmicznym Teleskopie Jamesa Webba) wykrył ślady obecności siarczku dimetylu i disiarczku dimetylu – związków, które na Ziemi wytwarzane są przez prymitywne organizmy żywe (morski fitoplankton i bakterie). Według szacunków naukowców zawartość tych gazów w atmosferze planety jest znacznie większa, niż w atmosferze Ziemi. Odkrycie wymaga jeszcze potwierdzenia (z 99,7% do 99,99999% pewności) .